# Michel Ilboudo
Michel Ilboudo ist ein ehemaliger Fußballfunktionär aus dem westafrikanischen Staat Burkina Faso.
Ilboudo wurde nach der Auflösung des Fußballverbandes, der heutigen Fédération Burkinabè de Football (FBF), nach dem Putsch von Saye Zerbo an die Spitze eines provisorischen, aus 20 Mitgliedern bestehenden Komitees (Comité national chargé du football, CNCF) gesetzt. Dieses per Erlass am 24. November 1981 entstandene Komitee fand nach einem weiteren Putsch 1982, der Jean-Baptiste Ouédraogo an die Macht brachte, ein schnelles Ende.